# Coupe d'Italie de football 2007-2008
Navigation
Coupe d'Italie 2006-2007 Coupe d'Italie 2008-2009
La Coupe d'Italie de football 2007-2008 est la 61e édition de la Coupe d'Italie. La compétition commence le 15 août 2007 et se termine le 24 mai 2008, date de la finale qui se dispute au stade olympique de Rome. Le club vainqueur de la Coupe est qualifié d'office pour la Coupe UEFA 2008-2009 hormis s'il gagne le droit de disputer la Ligue des champions de l'UEFA.
La finale oppose l'AS Rome à l'Inter Milan et le club de la capitale gagne par 2-1.

## Déroulement de la compétition

### Participants

#### Serie A (D1)
Les 20 clubs de Serie A sont engagés en Coupe d'Italie.

#### Serie B (D2)
Les 22 clubs de Serie B sont engagés en Coupe d'Italie.

### Calendrier
| Phase              | Tour           | Aller                              | Retour                    |
| ------------------ | -------------- | ---------------------------------- | ------------------------- |
| Phase préliminaire | 1er tour       | 14 - 15 août 2007                  | -                         |
| Phase préliminaire | 2e tour        | 15 - 18 août 2007                  | -                         |
| Phase préliminaire | 3e tour        | 29 août 2007                       | -                         |
| Phase finale       | 1/8e de finale | 6 - 11 -12 - 19 - 20 décembre 2007 | 15 - 16 - 17 janvier 2008 |
| Phase finale       | 1/4 de finale  | 23 janvier 2007                    | 29 - 30 janvier 2008      |
| Phase finale       | 1/2 finales    | 16 avril 2008                      | 7 - 8 mai 2008            |
| Phase finale       | Finale         | 24 mai 2008                        | -                         |

## Résultats

### Premier tour
| Division     | Club                | Score               | Club               | Division     |
| ------------ | ------------------- | ------------------- | ------------------ | ------------ |
| Serie B (D2) | Rimini Calcio FC    | 6 - 0               | Frosinone Calcio   | Serie B (D2) |
| Serie B (D2) | Trévise FBC         | 2 - 2 a.p., 4-3 tab | US Lecce           | Serie B (D2) |
| Serie B (D2) | FC Messine Peloro   | 2 - 2 a.p., 3-4 tab | Vicence Calcio     | Serie B (D2) |
| Serie B (D2) | AS Bari             | 1 - 0               | UC AlbinoLeffe     | Serie B (D2) |
| Serie B (D2) | Bologne FC 1909     | 2 - 1               | Modène FC          | Serie B (D2) |
| Serie B (D2) | US Triestina Calcio | 1 - 0               | AC Mantoue         | Serie B (D2) |
| Serie B (D2) | Plaisance FC        | 2 - 0               | Spezia Calcio 1906 | Serie B (D2) |
| Serie B (D2) | Ravenne Calcio      | 1 - 0               | AC Chievo Vérone   | Serie B (D2) |
| Serie A (D1) | Genoa CFC           | 2 - 1               | US Grosseto FC     | Serie B (D2) |
| Serie B (D2) | US Avellino         | 0 - 2               | Ascoli Calcio 1898 | Serie B (D2) |
| Serie A (D1) | SSC Naples          | 4 - 0               | AC Cesena          | Serie B (D2) |
| Serie B (D2) | Pise Calcio         | 2 - 1               | Brescia Calcio     | Serie B (D2) |

### Deuxième tour
| Division     | Club               | Score               | Club                | Division     |
| ------------ | ------------------ | ------------------- | ------------------- | ------------ |
| Serie B (D2) | AS Bari            | 2 - 0               | Vicence Calcio      | Serie B (D2) |
| Serie B (D2) | Bologne FC 1909    | 1 - 1 a.p., 4-5 tab | US Triestina Calcio | Serie B (D2) |
| Serie B (D2) | Ravenne Calcio     | 1 - 2               | Plaisance FC        | Serie B (D2) |
| Serie B (D2) | Ascoli Calcio 1898 | 3 - 2 a.p.          | Genoa CFC           | Serie A (D1) |
| Serie B (D2) | Rimini Calcio FC   | 3 - 1               | Trévise FBC         | Serie B (D2) |
| Serie A (D1) | SSC Naples         | 3 - 1 a.p.          | Pise Calcio         | Serie B (D2) |

### Troisième tour
| Division     | Club                | Score               | Club               | Division     |
| ------------ | ------------------- | ------------------- | ------------------ | ------------ |
| Serie A (D1) | Torino FC           | 3 - 2 a.p.          | Rimini Calcio FC   | Serie B (D2) |
| Serie A (D1) | Cagliari Calcio     | 2 - 1               | AC Sienne          | Serie A (D1) |
| Serie A (D1) | Udinese Calcio      | 3 - 0               | AS Bari            | Serie B (D2) |
| Serie B (D2) | US Triestina Calcio | 0 - 0 a.p., 2-4 tab | Calcio Catane      | Serie A (D1) |
| Serie A (D1) | SSC Naples          | 1 - 1 a.p., 4-3 tab | AS Livourne Calcio | Serie A (D1) |
| Serie B (D2) | Ascoli Calcio 1898  | 2 - 1 a.p.          | Atalanta BC        | Serie A (D1) |
| Serie A (D1) | Parme FC            | 1 - 3               | Juventus FC        | Serie A (D1) |
| Serie A (D1) | Reggina Calcio      | 3 - 2               | Plaisance FC       | Serie B (D2) |

### Huitièmes de finale
| Division     | Club               | Aller | Total | Retour | Club                | Division     |
| ------------ | ------------------ | ----- | ----- | ------ | ------------------- | ------------ |
| Serie A (D1) | Empoli FC          | 2 - 1 | 5 - 6 | 3 - 5  | Juventus FC         | Serie A (D1) |
| Serie B (D2) | Ascoli Calcio 1898 | 1 - 1 | 1 - 3 | 0 - 2  | ACF Fiorentina      | Serie A (D1) |
| Serie A (D1) | Cagliari Calcio    | 1 - 0 | 1 - 4 | 0 - 4  | UC Sampdoria        | Serie A (D1) |
| Serie A (D1) | SS Lazio           | 2 - 1 | 3 - 2 | 1 - 1  | SSC Naples          | Serie A (D1) |
| Serie A (D1) | Reggina Calcio     | 1 - 4 | 1 - 7 | 0 - 3  | FC Inter Milan      | Serie A (D1) |
| Serie A (D1) | Torino FC          | 3 - 1 | 3 - 5 | 0 - 4  | AS Rome             | Serie A (D1) |
| Serie A (D1) | Udinese Calcio     | 0 - 0 | 1 - 0 | 1 - 0  | US Città di Palerme | Serie A (D1) |
| Serie A (D1) | AC Milan           | 1 - 2 | 2 - 3 | 1 - 1  | Calcio Catane       | Serie A (D1) |

### Quarts de finale
| Division     | Club           | Aller | Total | Retour | Club           | Division     |
| ------------ | -------------- | ----- | ----- | ------ | -------------- | ------------ |
| Serie A (D1) | UC Sampdoria   | 1 - 1 | 1 - 2 | 0 - 1  | AS Rome        | Serie A (D1) |
| Serie A (D1) | Udinese Calcio | 3 - 2 | 4 - 4 | 1 - 2  | Calcio Catane  | Serie A (D1) |
| Serie A (D1) | SS Lazio       | 2 - 1 | 4 - 2 | 2 - 1  | ACF Fiorentina | Serie A (D1) |
| Serie A (D1) | FC Inter Milan | 2 - 2 | 5 - 4 | 3 - 2  | Juventus FC    | Serie A (D1) |

### Demi-finales
| Division     | Club           | Aller | Total | Retour | Club          | Division     |
| ------------ | -------------- | ----- | ----- | ------ | ------------- | ------------ |
| Serie A (D1) | AS Rome        | 1 - 0 | 2 - 1 | 1 - 1  | Calcio Catane | Serie A (D1) |
| Serie A (D1) | FC Inter Milan | 0 - 0 | 2 - 0 | 2 - 0  | SS Lazio      | Serie A (D1) |

### Finale
| Division     | Club    | Score | Club           | Division     |
| ------------ | ------- | ----- | -------------- | ------------ |
| Serie A (D1) | AS Rome | 2 - 1 | FC Inter Milan | Serie A (D1) |